# Łódź

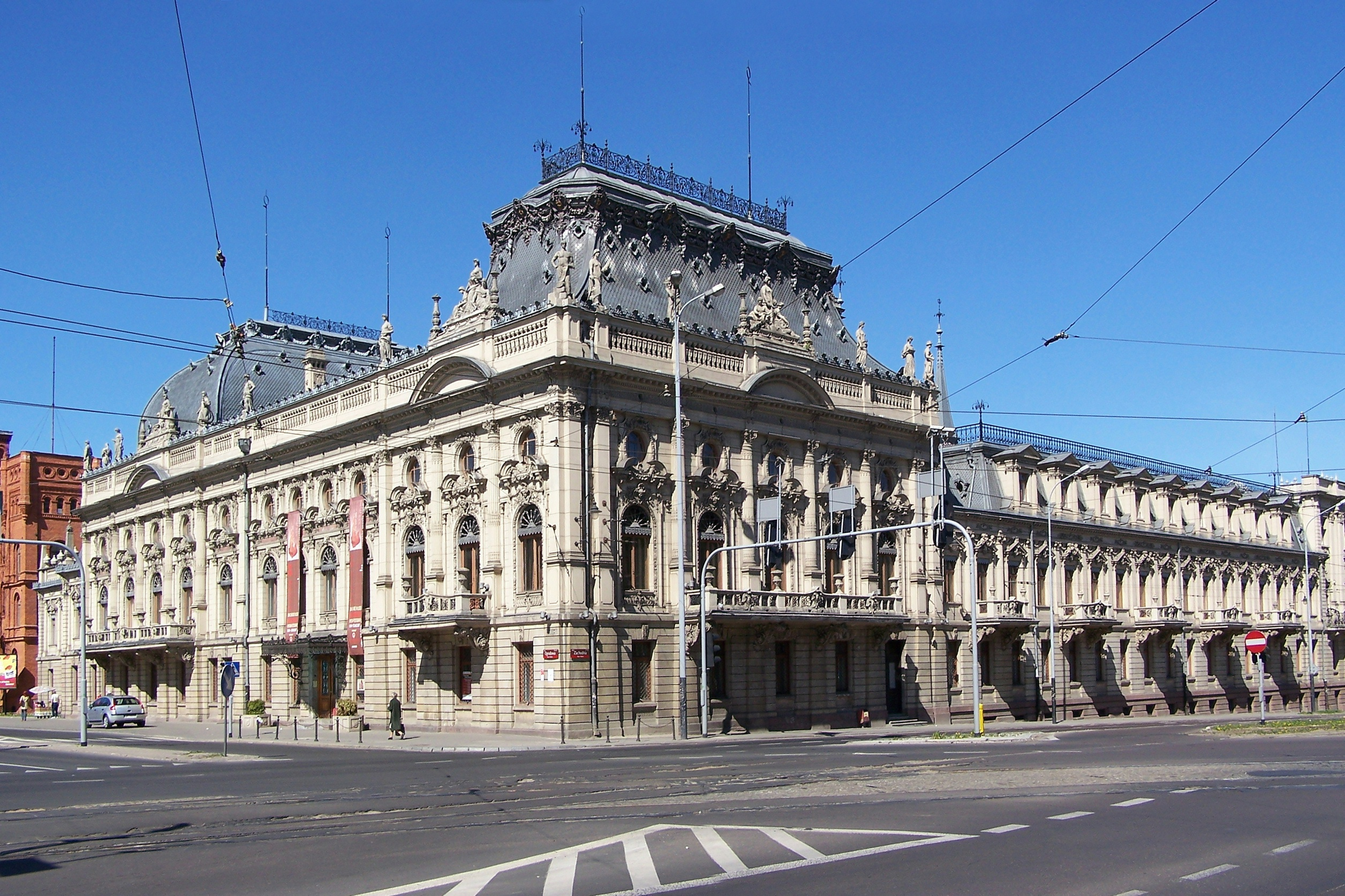
Cung điện Izrael Poznanski

Nhà thờ Alexander Nevsky

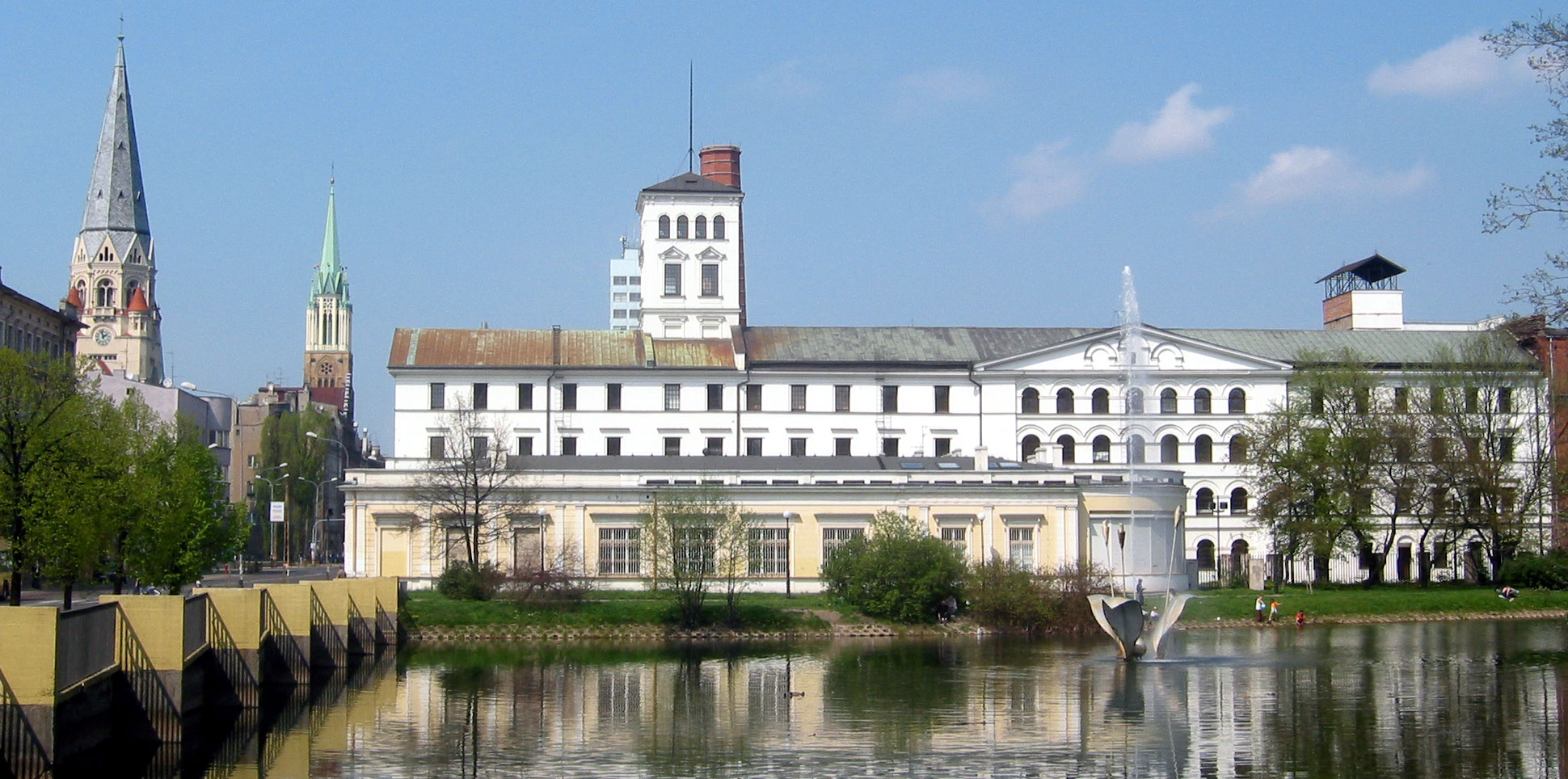
Nhà máy Trắng

Łódź (tiếng Ba Lan: [wut͡ɕ] ⓘ; tiếng Yid: לאדזש, Lodzh; trong văn bản chữ Latinh khác thường viết là Lodz) là một trong những thành phố lớn của Ba Lan. Thành phố nằm ở miền Trung nước này, trong khu vực Wzniesieniach Łódzkich, gần sông Ner. Đây là tỉnh lỵ của tỉnh Łódź, cách Warszawa khoảng 135 kilômét (84 mi) về phía Tây Nam. Biểu tượng của thành phố là một chiếc thuyền; tên của thành phố theo tiếng Ba Lan cũng là "con thuyền".
Łódź là thành phố lớn thứ ba Ba Lan về dân số (682 679 người: 2019) và đứng thứ tư về diện tích (293,25 km²).
Trước thập niên 1990, kinh tế Łódź tập trung vào ngành dệt may, ngành này đã phát triển ở thành phố này từ thế kỷ 19. Dân số thành phố từ 13000 người năm 1840 lên 500.000 người năm 1913.
Łódź còn là nơi đào tạo tiếng Ba Lan cho các lưu học sinh, nghiên cứu sinh của Việt Nam (chủ yếu là Bắc Việt) sang học tập tại Ba Lan những năm của thế kỷ XX.

## Lịch sử
Thành phố Łódź được ghi chép lần đầu vào năm 1332 trong một tài liệu về làng Łodzia của các giám mục xứ Włocławek. Năm 1423 vua Władysław Jagiełło công nhận quyền xác lập của Łódź. Từ đó cho tới thế kỷ 18, thị trấn vẫn còn là một khu định cư nhỏ trên tuyến đường thương mại giữa Masovia và Silesia. Tới thế kỷ 16, thị trấn có chưa tới 800 cư dân, hầu hết họ làm việc trong nông trại hạt gần đó.
Sau lần chia cắt lần thứ hai của Ba Lan vào năm 1793, Łódź đã trở thành một phần của tỉnh Nam Phổ trong Vương quốc Phổ. Łódź được biết đến trong tiếng Đức là Lodsch. Năm 1798 quân Phổ quốc hữu hóa các thị trấn, xóa bỏ những ảnh hưởng của các giám mục xứ Kuyavia. Năm 1806, Łódź tham gia hội đồng Duchy Napoleon Warsaw. Tới năm 1810 Łódź chỉ còn 190 cư dân. Trong Đại hội năm 1815 của hiệp ước Vienna, Łódź đã trở thành một phần của Nhóm Quốc hội Ba Lan - một quốc gia trong liên bang của Đế chế Nga.

## Vị trí
| Ranh giới của thành phố | Ranh giới của thành phố |
| ----------------------- | ----------------------- |
| Bắc                     | 51°51′040″N             |
| Nam                     | 51°41′011″N             |
| Tây                     | 19°20′041″E             |
| Đông                    | 19°38′030″E             |

Łódź nằm ở trung tâm tỉnh Łódzkie. Thành phố nằm trong khu vực Wzniesienia Łódzkie.
Theo dữ liệu ngày 1 tháng 1 năm 2009, diện tích của thành phố là 293,25 km².

## Giáo dục
Hiện tại ở Łódź có 28 trường Đại học (6 trường công lập và 22 trường ngoài công lập). Tổng số sinh viên đang theo học là 122 ngàn người biến Łódź thành một trong những trung tâm giáo dục quan trọng nhất ở Ba Lan.
Các trường Đại học lớn ở Łódź:
Các trường Đại học Công lập:
- Đại học Łódź (Uniwersytet Łódzki)
- Đại học Kỹ thuật Łódź (Politechnika Łódzka)
- Đại học Y khoa Łódź (Uniwersytet Medyczny w Łodzi)
- Trường Điện ảnh Łódź (Państwowa Wyższa Szkoła Filmowa, Telewizyjna i Teatralna w Łodzi)
- Học viện Âm nhạc Łódź (Akademia Muzyczna im. Grażyna i Kiejstuta Bacewiczów w Łodzi)
- Học viện Nghệ thuật và Thiết kế (Akademia Sztuk Pięknych im. Wł. Strzemińskiego w Łodzi)

Các trường Đại học ngoài Công lập:
- Học viện Nhân văn và Kinh tế (Akademia Humanistyczno-Ekonomiczna); từ năm 2009 học viện được đổi tên thành trường Đại học Nhân văn và Kinh tế (Wyższa Szkoła Humanistyczno-Ekonomiczna)
- Viện Thần học Łodź (Instytut Teologiczny w Łodzi)
- Đại học Kinh tế và Quản trị Salezjańska (Salezjańska Wyższa Szkoła Ekonomii i Zarządzania)
- Học viện Khoa học Xã hội Łódź (Społeczna Akademia Nauk w Łodzi)
- Đại học Đông Tây Henryka Jóźwiaka (Wschód-Zachód Szkoła Wyższa im. Henryka Jóźwiaka)
- Đại học Quốc tế (Wyższa Szkoła Studiów Międzynarodowych)
- Đại học Kinh doanh và Khoa học Sức khỏe (Wyższa Szkoła Biznesu i Nauk o Zdrowiu)
- Đại học COSINUS (Wyższa Szkoła COSINUS)
- Đại học Giáo dục Thể chất (Wyższa Szkoła Edukacji Zdrowotnej w Łodzi)
- Đại học Tài chính và Thông tin Janusza Chechlińskiego (Wyższa Szkoła Finansów i Informatyki im. prof. Janusza Chechlińskiego)
- Đại học Thông tin (Wyższa Szkoła Informatyki)
- Đại học Mỹ phẩm và Khoa học Sức khỏe (Wyższa Szkoła Kosmetyki i Nauk o Zdrowiu)
- Đại học Thương mại (Wyższa Szkoła Kupiecka)
- Đại học Marketing và Kinh doanh (Wyższa Szkoła Marketingu i Biznesu)
- Đại học Sư phạm (Wyższa Szkoła Pedagogiczna)